# Стрейн, Райан
Райан Стрейн (англ. Ryan Strain; род. 2 апреля 1997, Ковентри, Западный Мидленд) — австралийский футболист английского происхождения, полузащитник клуба «Сент-Миррен» и сборной Австралии.

## Клубная карьера
Стрейн — воспитанник клуба «Астон Вилла». В 2015 году Райан начал профессиональную карьеру «Модбери Джетс». В 2016 году Стрейн перешёл в «Аделаида Юнайтед». 26 ноября 2017 года в матче против «Вестерн Сидней Уондерерс» он дебютировал в А-Лиге. В 2021 году Стрейн перешёл в израильский «Маккаби» из Хайфы. 29 августа в матче против «Хапоэль Хадера» он дебютировал в чемпионате Израиля. В своём дебютном сезоне Райан помог команде завоевать Кубок Тото. 
Летом 2022 года Стрейн подписал соглашение с шотландским «Сент-Мирреном». 31 июля в матче против «Мотеруэлла» он дебютировал в шотландской Премьер-лиге. 

## Международная карьера
25 сентября 2022 года в товарищеском матче против сборной Новой Зеландии Стрейн дебютировал за сборную Австралии.

## Достижения
Клубные
 «Маккаби» Хайфа
- Обладатель Кубка Тото — 2021/2022